# Milko Popović
Milko Popović (Popovići Žumberački, 7. ožujka 1895. – Zagreb, 8. kolovoza 1971.) bio je sveučilišni profesor i akademik. Njegovo najpoznatije djelo je Žumberački dijalekt s sintaksom i rječnikom. 

## Životopis
Rođen je 7. ožujka 1895. u Popovićima Žumberačkim, na jugozapadnom dijelu Žumberka na granici prema Sloveniji. Njegova obitelj preselila se 1916. godine na imanje u Suhoru [kojem?], Slovenija. Klasičnu gimnaziju završio je u Zagrebu, a na Filozofskom fakultetu struku filozofije i slavistike s doktoratom u Zagrebu i Pragu 1921. godine. Gimnazijsko školovanje proveo je u Grkokatoličkom sjemeništu u Zagrebu.
Glavno polje njegovog djelovanja bila je fonologija. Od brojnih radova na tom području ističe se Betonung in der Mundart von Žumberak, koji je tiskan u njemačkome listu Zeitschrift für Slavische Philologie, koji je izlazio u Berlinu i Leipzigu. 
Bio je prvi predsjednik Društva Žumberčana (dans KUD Žumberčani) osnovanog 1934. godine u Zagrebu.
Za djelo Žumberački dijalekt iz 1938. dobio je nagradu[koja?] Akademije u Zagrebu.[koja?]
Umro je 8. kolovoza 1971. godine u Zagrebu.

## Odabrana djela
- Najljepša djela slavenske književnosti, 1924.,
- Kratki pregled slavenske književnosti : najljepša djela, 1925.,
- Poetika ili Nauk o pjesništvu, 1926.,
- Žumberački dijalekt, 1938.,
- Sintaksa i rečnik žumberačkog dijalekta, 1941.,
- Fonetički radovi, 1944.,
- Fonološki pravopis, 1951.,
- Fonologija, 1959.,
- Filozofija značenja, 1959.,
- Tematska fonetika, 1963.,
- Seljačka buna u Hrvatskoj godine 1593. [i.e. 1573.] i žumberački uskoci obeju vera, 1964.,
- Seljačka buna u Hrvatskoj godine 1593. i Žumberački uskoci obeju vera s dosad nepoznatim ličnostima obeju strana, te osvrt na najnovije delo o toj buni J.V. Brombeja u izdanju Akademije nauka u Moskvi, 1964.,
- Tematska fonetika. 40 izd. 3. svezak., 1964.,
- Philosophie des Wesens : Ontonomer ästhetismus, 1965.,
- Das System der phonetischen Interpunktion, 1967.,
- Autobiographie : (Auszug.), 1968.,
- Slavische Akzentologie : Einleitung, 2000.,

## Vanjske poveznice
- Milko Popović na Seoski turizam i hostel Flores  Arhivirana inačica izvorne stranice od 9. prosinca 2019. (Wayback Machine)
- Milko Popović na worldcat.org
- Milko Popović na stranici Knjižnice grada Zagreba